# سندريلا 2: ويتحقق الحلم
سندريلا 2: الأحلام تصبح حقيقة أو سندريلا 2: الأحلام تتحقق (بالإنجليزية: Cinderella II: Dreams Come True)‏ هو أول فيديو مباشر لِـفيلم ديزني سندريلا 1950. بدأ إنتاجها في عام 2001، وانتهى في 26 فبراير 2002. وتلتها سندريلا الثالث : تويست في وقت في عام 2007. وهو يتألف من ثلاثة أجزاء يضم سندريلا تخطط لحفلة، جاك الفأر الذي يتحول إلى إنسان ويعيش كفتى سندريلا، واحدة من بنات زوجة أب سندريلا الشريرة (أناستازيا، حمراء الشعر في الثوب الوردي) الوصول إلى الخلاص لها من الوقوع في الحب الخباز الشاب، وهو رجل من الدرجة المنخفضة من بالنسبة لهم. وتريماين دريزيللا لا توافق. تقدر كلفت الفيلم 5 ملايين دولار للإنتاج والأحلام تصبح حقيقة من أفضل أفلام شركة ديزني للرسوم المتحركة في تلك السنة، وإجمالي ما يقرب من 120 مليون دولار في مبيعات مباشرة إلى دي في دي، ولكن الفيلم نفسه كان في استقباله مع جمهور معارض ونقاد على حد سواء.

## أسماء مؤدي أصوات الشخصيات والنسخة العربية
| اسم الشخصية   | اسم الشخصية بالإنجليزية | مؤدي الصوت بالدبلجة العربيّة الفصحى | مؤدي الصوت الأصليّ (بالإنجليزيّة) |
| ------------- | ----------------------- | ---------------------------------- | ------------------------------- |
| سندريلا       | Cinderella              | سارة الجوهري                       | Ilene Woods                     |
| الفأر جاد     | Jaq                     | معوض إسماعيل                       | Jimmy MacDonald                 |
| الفأر جوز     | Gus                     | سيد الرومي                         | Jimmy MacDonald                 |
| العجوز الطيبة | Fairy Godmother         | شاديا حسني                         | Verna Felton                    |
| نفيسة         | Anastasia Tremaine      | سلوى محمد علي                      | Lucille Bliss                   |
| السيدة تماضر  | Lady Tremaine           | حنان يوسف                          | Eleanor Audley                  |
| الأمير        | Prince Charming         | علاء خالد                          | William Phipps                  |
| الملك         | The King                | جلال هجرسي                         | Luis Van Rooten                 |
| الدوق         | Grand Duke              | أيمن عبد الرحمن                    | Luis Van Rooten                 |
| درية          | Drizella Tremaine       | مروة عبد الغفار                    | Rhoda Williams                  |

## الميزانية والإيرادات
بلغت تكلفة إنتاج الفيلم حوالي 5 ملايين دولار.

## وصلات خارجية
- سندريلا 2: ويتحقق الحلم على موقع IMDb (الإنجليزية)
- سندريلا 2: ويتحقق الحلم على موقع روتن توميتوز (الإنجليزية)
- سندريلا 2: ويتحقق الحلم على موقع نتفليكس (الإنجليزية)
- سندريلا 2: ويتحقق الحلم على موقع قاعدة بيانات الأفلام العربية
- سندريلا 2: ويتحقق الحلم على موقع ألو سيني (الفرنسية)
- سندريلا 2: ويتحقق الحلم على موقع Turner Classic Movies (الإنجليزية)
- سندريلا 2: ويتحقق الحلم على موقع أول موفي (الإنجليزية)
- سندريلا 2: ويتحقق الحلم على موقع فيلمافينيتي (الإسبانية)
- سندريلا 2: ويتحقق الحلم على موقع قاعدة بيانات الفيلم (الإنجليزية)
- سندريلا 2: ويتحقق الحلم على موقع ليتربوكسد (الإنجليزية)